# Семенов Олексій Сергійович
Олексій Сергійович Семенов (27 червня 1982) — український легкоатлет, метальник диска, учасник Олімпійських ігор 2008 та 2016 року.

## Основні досягнення
| Рік  | Чемпіонат                      | Місце проведення         | Місце  | Результат |
| ---- | ------------------------------ | ------------------------ | ------ | --------- |
| 1999 | Чемпіонат світу серед юнаків   | Бидгощ, Польща           | 9      | 51.92 м   |
| 2001 | Чемпіонат Європи серед юніорів | Гроссето, Італія         | 8      | 50.40 м   |
| 2003 | Чемпіонат Європи серед молоді  | Бидгощ, Польща           | 10     | 54.16 м   |
| 2005 | Універсіада                    | Ізмір, Туреччина         | 14 (q) | 56.74 м   |
| 2008 | Олімпійські ігри               | Пекін, Китай             | 24 (q) | 61.26 м   |
| 2009 | Командний чемпіонат Європи     | Лейрія, Португалія       | 4      | 59.79 м   |
| 2009 | Чемпіонат світу                | Берлін, Німеччина        | 26 (q) | 58.78 м   |
| 2010 | Чемпіонат Європи               | Барселона, Іспанія       | 31 (q) | 56.42 м   |
| 2011 | Командний чемпіонат Європи     | Стокгольм, Швеція        | 8      | 56.30 м   |
| 2016 | Олімпійські ігри               | Ріо-де-Жанейро, Бразилія | 32 (q) | 55.35 м   |